# (3298) Массандра
(3298) Массандра (лат. Massandra) — типичный астероид главного пояса, открыт 21 июля 1979 года советским астрономом Николаем Черных в Крымской астрофизической обсерватории и 6 февраля 1993 года назван в честь посёлка Массандры.

## Обнаружение и именование
(3298) Массандра
Открыт 21 июля 1979 года в Научном Н. С. Черных.
Назван в честь пригорода Ялты — красивого места, известного своим производством лучших крымских вин.
Оригинальный текст (англ.)3298 Massandra
Discovered 1979-07-21 by Chernykh, N. at Nauchnyj.
Named for a suburb of Yalta, a beautiful site noted for its production of the finest Crimean wines.
Источники: DISCOVERY.DB; M.P.C. 21608.

## Орбита

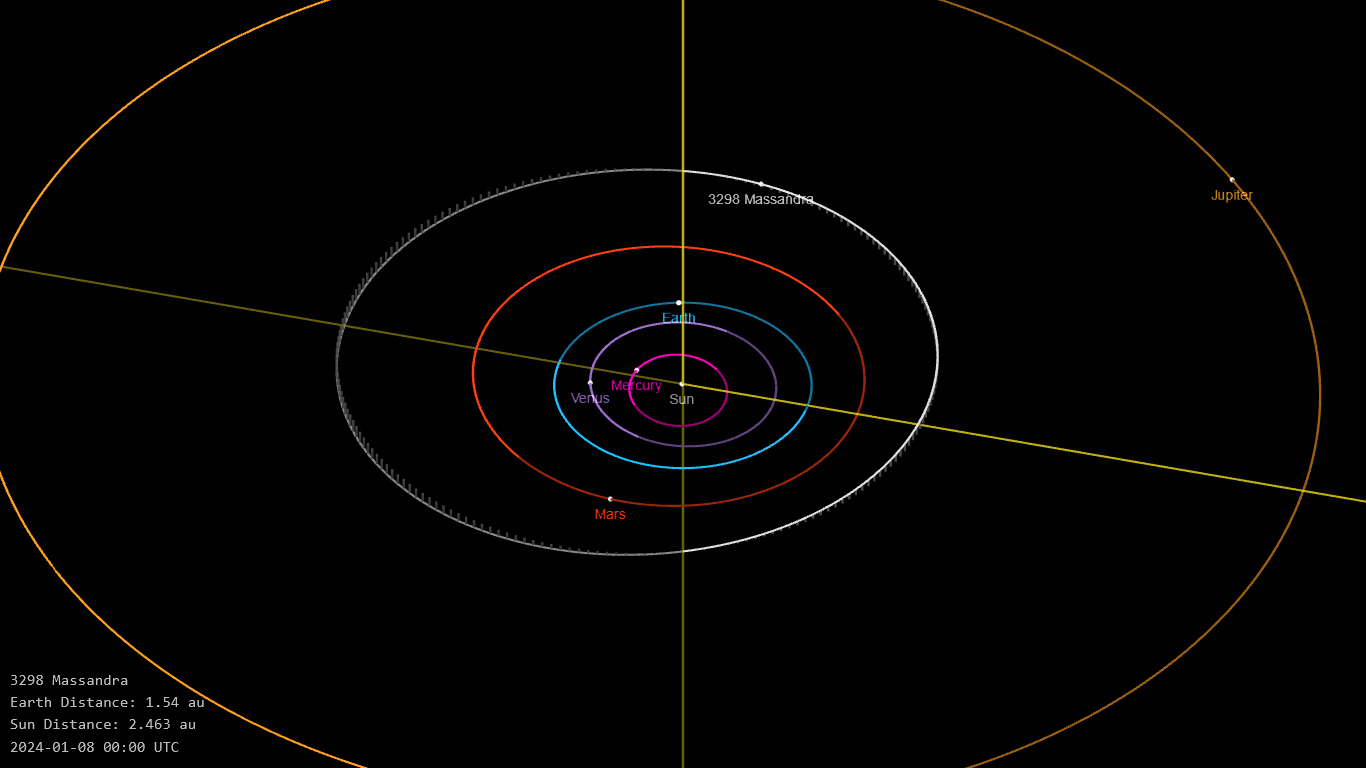
Орбита астероида Массандра и его положение в Солнечной системе

## Физические характеристики
Астероид относится к таксономическому классу S.
По результатам наблюдений в инфракрасном диапазоне орбитальной обсерватории IRAS и спутника Akari и наблюдений в видимом и ближнем инфракрасном диапазоне космического телескопа NEOWISE диаметр астероида сначала оценивался равным 11,16±1,6 км, позже — 10,545±0,116 км, 9,76±1,01 км, 4,77±0,41 км, 9,13±2,42 км, 8,43±2,36 км и 7,42±1,73 км. Согласно тем же источникам альбедо оценивается как 0,0565±0,02, 0,0632±0,0093, 0,074±0,016, 0,20±0,04, 0,063±0,009, 0,070±0,077, 0,054±0,035 и 0,077±0,040.